# MySQLi
MySQLi ist eine verbesserte (das i steht für „Improved“) Erweiterung von PHP zum Zugriff auf MySQL-Datenbanken. Im Gegensatz zur ursprünglichen Variante, die seit PHP 7.0 nicht mehr angeboten wird, lässt sie sich nicht nur prozedural, sondern auch objektorientiert benutzen. Ein wesentlicher Vorteil ist, dass mit Hilfe von sogenannten Prepared Statements SQL-Injection-Angriffe verhindert werden können.